# Скробляки (Підляське воєводство)
Скробляки (пол. Skroblaki) — село в Польщі, у гміні Ґрудек Білостоцького повіту Підляського воєводства.
Населення — 31 особа (2011).
У 1975-1998 роках село належало до Білостоцького воєводства.

## Демографія
Демографічна структура станом на 31 березня 2011 року:
|          | Загалом | Допрацездатний вік | Працездатний вік | Постпрацездатний вік |
| -------- | ------- | ------------------ | ---------------- | -------------------- |
| Чоловіки | 17      | 0                  | 10               | 7                    |
| Жінки    | 14      | 0                  | 1                | 13                   |
| Разом    | 31      | 0                  | 11               | 20                   |